# Pamela C. Rasmussen
Vous lisez un « bon article » labellisé en 2011.
Pour les articles homonymes, voir Rasmussen.
Pamela Cecile Rasmussen, née le 16 octobre 1959, est une ornithologue américaine, spécialiste des oiseaux asiatiques. Elle a été chercheuse associée à la Smithsonian Institution à Washington DC, et travaille à l'université d'État du Michigan. Elle est associée à d'autres grands centres de recherche aux États-Unis et au Royaume-Uni.
Les premières recherches de Rasmussen portent sur les oiseaux de mer sud-américains et les oiseaux fossiles d'Amérique du Nord. Elle se spécialise ensuite dans les oiseaux d'Asie décrivant plusieurs espèces nouvelles et clarifiant le statut d'autres, surtout de zostérops et de chouettes et hiboux. Plus récemment, elle est impliquée dans des collaborations à grande échelle examinant les tendances de la biodiversité mondiale, et évaluant le statut taxinomique de vautours d'Asie du Sud.
Elle est l'auteur principal de Birds of South Asia. The Ripley Guide, une publication de référence en raison de sa plus grande couverture géographique et spécifique par rapport à ses prédécesseurs. Par son étude de spécimens d'oiseaux de musées lors de ses recherches pour ce livre, elle a contribué à dévoiler l'ampleur du vol des musées et des documents frauduleux commis par l'ornithologue britannique Richard Meinertzhagen.

## Biographie
Pamela Rasmussen est la fille de Helen Rasmussen, une adventiste du septième jour, dont le mari, le Dr Chester Murray Rasmussen, avait quitté la famille lorsque Pamela et ses sœurs étaient jeunes. Son intérêt pour les oiseaux débute quand sa mère lui achète l'édition junior de Birds of the World (Oiseaux du Monde) d'Oliver Austin, et par la suite Pamela choisit systématiquement de recevoir en cadeau des livres sur les oiseaux.
Elle passe une maîtrise en sciences en 1983 à l'université de Walla Walla, une université affiliée aux adventistes au sud-est de l'État de Washington, puis obtient son doctorat à l'université du Kansas en 1990, où elle a étudié les cormorans de Patagonie (du genre Leucocarbo),, et où elle est introduite à la théorie évolutionniste, qui ne lui avait jusque-là pas été enseignée,.
Rasmussen est professeur adjoint invitée en zoologie et conservatrice adjointe de musée pour la mammalogie et l'ornithologie à l'université d'État du Michigan (MSU), après avoir été associée de recherche pour l'ornithologue américain Sidney Dillon Ripley à la Smithsonian Institution à Washington DC Elle est membre de l'American Ornithologists' Union (AOU), du Committee on Classification and Nomenclature (Comité sur la Classification et la Nomenclature), chercheuse associée au groupe travaillant sur les oiseaux de la section de Tring du Musée d'histoire naturelle de Londres, et rédactrice en chef adjointe d'Ibis, la revue scientifique de la British Ornithologists' Union (BOU). Pamela Rasmussen est marié au Dr Michael D. Gottfried, conservateur de paléontologie, professeur agrégé de géologie et directeur du Centre d'études intégrées en sciences générales à la MSU.

## Travaux effectués

### Oiseaux de mer sud-américains
Les premiers travaux de Rasmussen ont surtout été axés sur les études de la systématique, de l'écologie et du comportement des oiseaux de mer de Patagonie, notamment les cormorans. Pamela Rasmussen a étudié les variations de plumage chez les juvéniles du Cormoran impérial, caronculé et de Gaimard,, et a utilisé les motifs du plumage et du comportement pour établir des relations entre les Cormorans impériaux et caronculés,,. Elle a également étudié l'activité de pêche du Cormoran vigua.

### Oiseaux d'Asie

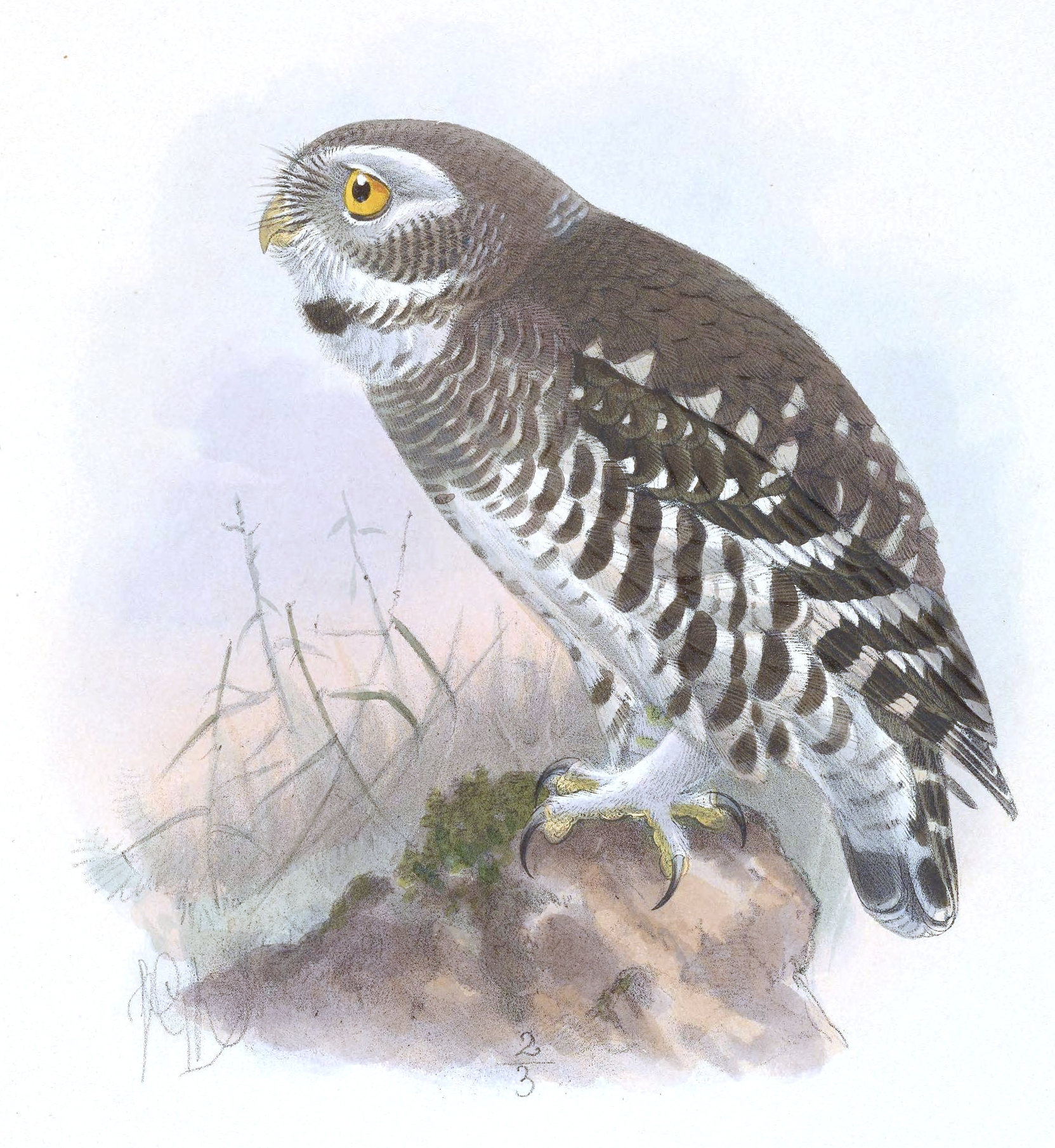
Représentation d'une Chevêche forestière de 1891, un oiseau redécouvert par Pamela Rasmussen en 1997.

Pamela Rasmussen a décrit quatre nouvelles espèces d'oiseaux d'Asie en étudiant des spécimens de musée. Le Petit-duc de Nicobar (Otus alius), le Petit-duc de Sangihe (Otus collari) et la Ninoxe rouilleuse (Ninox ios), endémique de Célèbes, tous décrits en 1998, et la Bouscarle de Taiwan (Bradypterus alishanensis) en 2000. Elle a redécouvert la Chevêche forestière (Heteroglaux blewitti), qui n'avait pas été vue depuis 1884, dans l'ouest de l'Inde,, et dont les recherches précédentes par Sidney Dillon Ripley, Sálim Ali et d'autres avaient échoué parce qu'elles reposaient sur de faux documents émis par Richard Meinertzhagen,. En novembre 1997, Rasmussen et Ben King de l'American Museum of Natural History ont passé dix jours à chercher en vain dans l'est de l'Inde avant de partir vers l'ouest sur le site où James Davidson avait autrefois attrapé l'animal, et où King repéra une petite chouette trapue aux pattes courtes et fortes couvertes de plumes blanches et aux griffes énormes, que Rasmussen a confirmé comme l'espèce cherchée tandis que l'oiseau était filmé et photographié.
Avec ses collègues, elle a précisé la taxinomie des zostéropidés indonésiens, établissant le statut spécifique du Zostérops de Sangihe (Zosterops nehrkorni) et du Zostérops de Céram (Z. stalkeri) et confirmé celui du Petit-duc de Sérendip (Otus thilohoffmanni) qui avait initialement été découvert au Sri Lanka par l'ornithologue local Deepal Warakagoda.

Le Zostérops des Togian (Zosterops somadikartai), identifié comme une nouvelle espèce par Rasmussen et ses collègues en 2008.

Le Faisan impérial (Lophura × imperialis) est un oiseau rare vivant dans les forêts du Viêt Nam et du Laos. Rasmussen et ses collègues ont utilisé la morphologie, des expériences d'hybridation et l'analyse génétique pour montrer que ce faisan, qu'on avait cru en danger critique d'extinction, est en fait un hybride naturel entre le Faisan du Viêt Nam (Lophura hatinhensis) et la sous-espèce annamensis du Faisan argenté (L. nycthemera).
En 2008 Rasmussen publie à nouveau un article sur un zostérops, avec la description formelle d'une nouvelle espèce, le Zostérops des Togian (Z. somadikartai), endémique des îles Togian en Indonésie et qui, contrairement à la plupart des espèces de zostérops, n'a pas d'anneau blanc autour des yeux. Rasmussen a noté que le Zostérops des Togian se distingue non seulement par son apparence, mais aussi dans son chant mélodieux, qui semble nettement plus aigu et moins varié en fréquence que les chants des espèces proches.
L'intérêt de Pamela Rasmussen pour les oiseaux d'Asie l'a conduite à s'impliquer dans des projets plus spécifiquement axés sur la conservation. Deux vautours du genre Gyps, le Vautour chaugoun (Gyps bengalensis), et le « vautour indien » ont connu une chute de 99 pour cent de la population dans le sous-continent indien en raison de l'intoxication par le diclofénac, un médicament vétérinaire qui provoque une insuffisance rénale chez les oiseaux qui l'ingèrent en consommant les carcasses de bovins traités,. Rasmussen a montré qu'il existe en fait deux espèces distinctes de vautours indiens : le Vautour indien « vrai » (G. indicus) et le Vautour à long bec (G. tenuirostris) séparé du premier dont il était auparavant considéré comme sous-espèce. Ceci est important pour la conservation de ces oiseaux, étant donné qu'un programme d'élevage en captivité a été créé pour faciliter le rétablissement des espèces de vautours à risque.

### Biodiversité

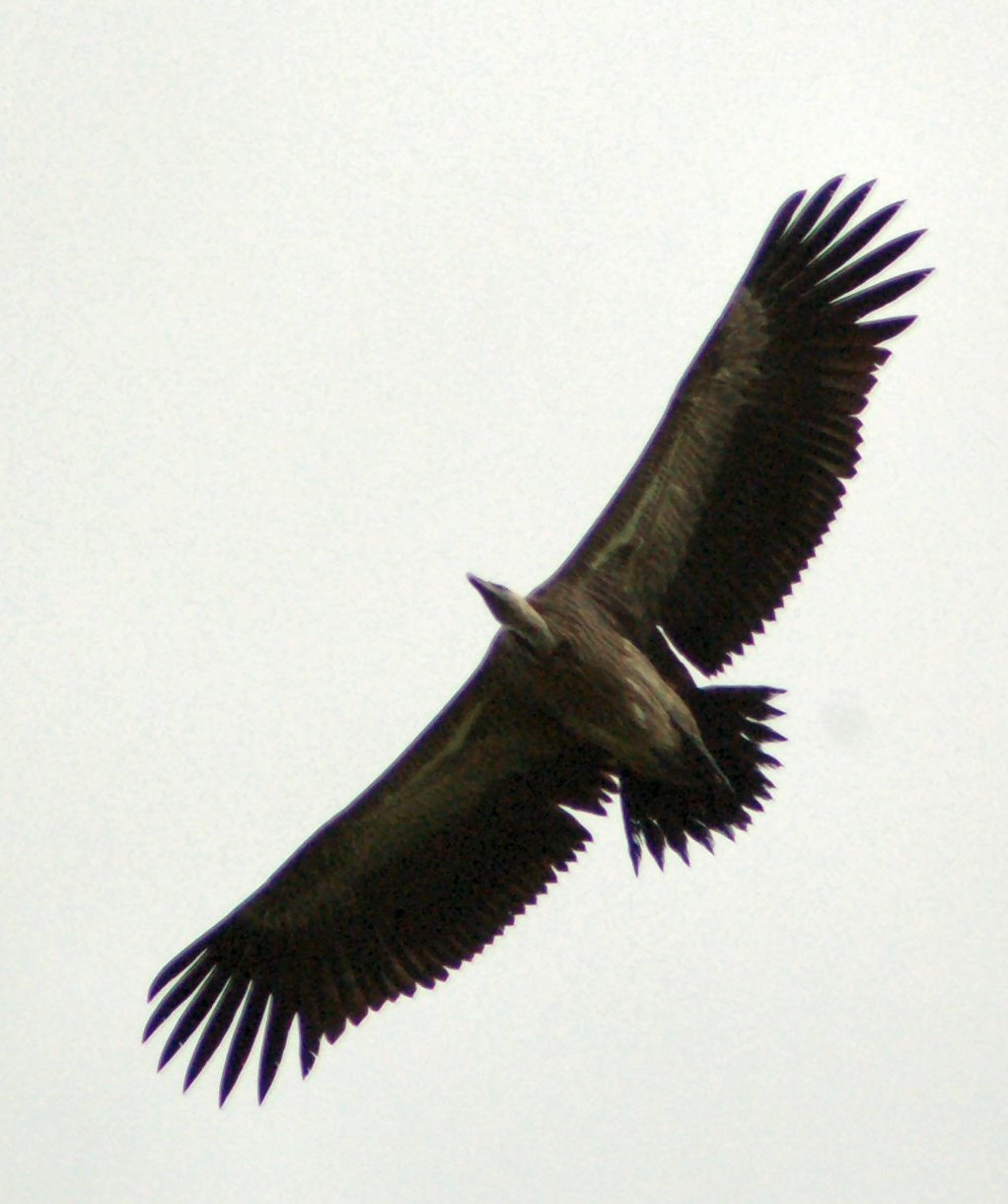
Le « vautour indien », une espèce vulnérable scindée grâce aux recherches de Rasmussen au sein du genre Gyps.

En 2005, Rasmussen travaille dans le cadre d'une grande collaboration multi-institutionnelle sur les hotspots de biodiversité, qui ont un rôle important dans la conservation. L'étude a évalué quantitativement divers emplacements sur la base de trois critères portant sur la diversité des oiseaux : la richesse en espèces, le niveau de menace et le nombre d'espèces endémiques. Les résultats ont démontré que les hotspots ne montrent pas la même distribution géographique pour chaque facteur. Seulement 2,5 % des hotspots satisfont aux trois aspects de la diversité, avec plus de 80 % des hotspots remplissant un seul critère. Chaque critère explique moins de 24 % de la variation des autres facteurs, ce qui suggère que, même dans une seule catégorie taxonomique, différents mécanismes sont responsables de l'origine et de l'entretien des divers aspects de la diversité. Par conséquent, les différents types de hotspots sont également très variables dans leur utilité comme outils de conservation.
Rasmussen a plus récemment collaboré à plus grande échelle avec le même groupe d'institutions afin d'étudier les tendances mondiales de la biodiversité. Une étude de la richesse en espèces et de la taille de la répartition géographique n'a pas montré la diminution de la taille des aires de répartition des régions tempérées aux régions tropicales qui avait été précédemment supposé ; bien que ce modèle se soit en grande partie vérifié dans l'hémisphère nord, il ne semble pas s'appliquer dans l'hémisphère sud. Des travaux évaluant la relation entre les extinctions d'espèces et l'impact de l'homme ont montré que les meilleurs éléments de prédiction du risque d'extinction au niveau mondial sont des mesures de l'impact humain, avec des facteurs écologiques d'importance secondaire. Un examen de la répartition des espèces de vertébrés rares et menacées a révélé plusieurs tendances pour les oiseaux, les mammifères et les amphibiens, ce qui s'avère important pour les stratégies de conservation basées sur les hotspots de biodiversité.
D'autres études menées par Rasmussen et ses collègues à l'international ont porté sur l'importance de la disponibilité de l'énergie,, et un article de 2007 a montré que la tendance mondiale du repeuplement des espaces par les espèces est principalement menée par des espèces répandues plutôt que par des restreintes. Cela complète d'autres recherches, et contribue à établir un modèle unifié de la façon dont la biodiversité terrestre varie à la fois dans et entre les grandes zones terrestres.

### Zooarchéologie
Un site fossilifère situé dans une ballastière à proximité de Cheswold dans le Delaware, créée lors de la construction d'une route, abritait onze fossiles aviaires, fragmentaires et sans rapport, qui ont été identifiés par Rasmussen comme comptant un petit plongeon, une petite espèce de mouette et cinq échantillons d'un fou, probablement Morus loxostylus, une espèce commune du Miocène. Tous ces oiseaux étaient déjà connus à partir d'un site dans la baie de Chesapeake, au Maryland. Ces découvertes suggèrent que le site du Delaware était proche des côtes d'une grande baie au moment du dépôt.
Rasmussen a également participé à l'examen d'oiseaux fossiles des dépôts du Miocène et du Pliocène en Caroline du Nord. Les trouvailles comprenaient un plongeon du début du Miocène, Colymboides minutus, divers canards, une sterne ressemblant étroitement à l'actuelle Sterne royale (Thalasseus maximus), et un membre du genre Corvus, l'un des rares passereaux fossiles de cette période. L'étude de ces fossiles a révélé que les oiseaux fossiles de cette période sont généralement très proches d'une espèce ou d'un genre moderne, et que ceux dont ce n'est pas le cas peuvent généralement être placés dans une famille actuelle avec un bon degré de confiance.

## Birds of South Asia
En 1992, Rasmussen prend le poste d'adjoint de Sidney Dillon Ripley, l'ancien secrétaire de la Smithsonian, qui avait l'intention de créer un guide de référence pour les oiseaux d'Asie du Sud. Quand il tombe malade peu de temps après le début du projet, Rasmussen prend la relève, et avec l'artiste John C. Anderton, produit Birds of South Asia. The Ripley Guide, un guide ornithologique en deux volumes pour le sous-continent indien qui est le premier guide pour la région à inclure des sonagrammes. Le volume 1 contient le guide de terrain avec plus de 3 400 illustrations dispersées sur 180 planches, et plus de 1 450 cartes en couleurs. Le volume 2 (Attributes and Status) donne les mensurations des oiseaux, des données pour leur identification, leur statut, leur distribution et leurs mœurs. Les vocalises sont décrites à partir d'enregistrements, et il y a plus de mille sonagrammes.
1 508 espèces d'Inde, du Bangladesh, du Pakistan, du Népal, du Bhoutan, des Maldives, de l'archipel des Chagos et d'Afghanistan sont présentées, dont 85 hypothétiquement présentes dans la zone et 67 espèces « possibles » dans la zone, qui ne sont que brièvement décrites. Deux points remarquables sont le fait que le livre soit fondé sur des attestations de présence pour la répartition, les auteurs ne tirant leurs informations sur la distribution presque entièrement sur des spécimens de musée, et son approche taxinomique, incluant un grand nombre de subdivisions parmi les espèces. Il couvre également une zone géographique supérieure aux ouvrages plus anciens, notamment en traitant l'Afghanistan.
De nombreuses formes allopatriques précédemment considérées comme conspécifiques sont traitées par Rasmussen et Anderton comme espèces à part entière. La plupart d'entre elles avaient déjà été proposées comme telles ailleurs, mais le livre introduit ses propres changements inédits. Deux experts sur les oiseaux d'Asie, Nigel J. Collar et John Pilgrim, ont analysé en 2008 les changements proposés par Rasmussen et Anderton, indiquant ceux qui avaient déjà été proposés par d'autres auteurs et les nouveaux demandant une justification supplémentaire.
Bien que la communauté ornithologique, professionnels comme amateurs, ait souvent émis des commentaires favorables,, certaines critiques ont été faites. Peter Kennerley, auteur et expert des oiseaux d'Asie, a estimé que certaines des illustrations sont petites et criardes ou techniquement inexactes. Il estime également que le recours excessif à des spécimens de musée parfois très anciens et que le reniement de la richesse des données d'observation compilées par des ornithologues amateurs est une erreur, et déclare que la plupart des décisions taxinomiques semblent être des choix aléatoires, non soutenues par les publications scientifiques.
En dehors de la « fraude Meinertzhagen », dont il est question dans la section suivante, et la mort de S. Dillon Ripley, d'autres problèmes lors de la production de Birds of South Asia sont survenus comme la perte de la principale base de données regroupant les cartes lors d'un voyage en Birmanie, et celle de peaux d'oiseaux mal préparées. Il y a également eu des difficultés de concilier les sources, des retards dans la production des cartes et des illustrations, pour l'obtention de données fiables concernant les quartiers « difficiles » comme l'Assam, l'Arunachal Pradesh, le Bangladesh et l'Afghanistan. Les îles Andaman et Nicobar ont également présenté de sérieux défis en ce qui concerne le statut et la taxonomie de leur avifaune.
Rasmussen considère dans un article de 2005 que si la taxonomie révisée du livre, avec ses nombreuses divisions des espèces, peut avoir des conséquences importantes pour la protection de celles-ci, l'effet sur la richesse des espèces de l'Asie du Sud a été limité et n'aurait qu'un impact modéré en conservation, en augmentant le nombre d'espèces potentiellement menacées dans la région de 6 % de l'avifaune à environ 7 %.

## La fraude Meinertzhagen
Rasmussen a révélé la véritable ampleur de la fraude perpétrée par le soldat britannique et ornithologue expert des poux des oiseaux, le colonel Richard Meinertzhagen. Décédé en 1967, celui-ci, auteur de nombreux ouvrages taxonomiques et autres sur les oiseaux, possesseur d’une vaste collection de spécimens d'oiseaux et de poux des oiseaux, a été considéré comme l'un des plus grands ornithologues de Grande-Bretagne. Toutefois, l'ornithologue britannique Alan Knox a analysé les collections d'oiseaux de Meinertzhagen au Musée zoologique Walter Rothschild à Tring dans le début des années 1990, et a découvert une fraude importante impliquant le vol de spécimens de musées et la falsification des documents les accompagnant.
Lors de la recherche pour son ouvrage Birds of South Asia, Rasmussen a examiné des dizaines de milliers de spécimens d'oiseaux, puisque S. Dillon Ripley avait fortement favorisé l'utilisation de spécimens de musées afin de déterminer les oiseaux à inclure. Avec Robert Prys-Jones du Musée d'histoire naturelle, elle a montré que la fraude datant de plusieurs décennies de Meinertzhagen était beaucoup plus vaste qu'on ne le croyait. La plupart des 20 000 spécimens d'oiseaux dans sa collection avait été ré-étiquetés en ce qui concerne l'endroit où ils avaient été collectés, et parfois aussi ré-empaillés. Les faux documents ont retardé la redécouverte de la Chevêche forestière, car les recherches précédentes avaient compté sur les dossiers truqués de Meinertzagen. L'expédition menée par Rasmussen s'avère payante en ignorant ces documents et en prospectant dans les zones fournies par d'autres spécimens aux données non falsifiées.
Meinertzhargen avait été banni de la Natural History Museum's Bird Room (chambre d'ornithologie du muséum) pendant 18 mois pour l'enlèvement non autorisé de spécimens, et des soupçons de vol d'échantillons et de documents de bibliothèque étaient documentés par le personnel depuis plus de 30 ans, deux cas ayant entraîné des poursuites.
Les dossiers falsifiés identifiés par Rasmussen et Prys-Jones comprennent des occurrences à haute altitude du Pomatorhin à bec corail (Pomatorhinus ferruginosus), des enregistrements hors de l'aire de répartition du Gobemouche du Cachemire (Ficedula subrubra) et hivernaux dans l'Himalaya du Gobemouche ferrugineux (Muscicapa ferruginea) et du Grand Gobemouche des collines (Cyornis magnirostris) (population maintenant devenue le Gobemouche des collines, C. banyumas),. Toutefois, certaines découvertes comme la Niverolle d'Afghanistan (Pyrgilauda theresae) décrite par Meinertzhagen, semblent authentiques.